# Darren Bundock
Darren Bundock, né le 21 janvier 1971 à Gosford, est un skipper australien. 

## Carrière
Darren Bundock participe aux Jeux olympiques de 2000 à Sydney  et aux Jeux olympiques d'été de 2008 à Pékin dans l'épreuve du Tornado. Il remporte la médaille d'argent lors des deux éditions. Lors des Jeux olympiques d'été de 2004 à Athènes, il termine à la sixième place.